# Пісня буде поміж нас
«Пісня буде поміж нас» — пісня Володимира Івасюка, написана 1971 року.

## Історія створення
«Пісня буде поміж нас» присвячена поетесі й письменниці Галині Тарасюк. Володимир із нею познайомився восени 1970 року. У той час він уже працював над цим твором, проте закінчив лише 1971 року.

## Виконавці
- Олег Дорош та Володимир Івасюк у супроводі у супроводі «ВІА Пульс» (1972)[2].
- ВІА Ватра (1974).
- ВІА "Смерічка" (1975)
- Софія Ротару (1976)
- Тарас Чубай (2017)